# Commissione nazionale per la pubblica sicurezza (Giappone)
La Commissione nazionale per la pubblica sicurezza (国家公安委員会?, Kokka Kōan Iinkai) è una commissione del governo giapponese. Ha sede nel Chūō Gōdō Chōsha Daini-gōkan (in inglese: 2nd Bldg. of the Central Common Government Office) al 2-1-2 di Kasumigaseki, Chiyoda, Tokyo.

## Storia
Il governo giapponese istituì un sistema di polizia civile di stampo europeo nel 1874, sotto il controllo centralizzato dell'Ufficio di polizia all'interno del Ministero degli Interni, per reprimere i disordini interni e mantenere l'ordine durante la Restaurazione Meiji. Entro gli anni 1880, la polizia si era sviluppata in uno strumento di controllo del governo a livello nazionale, fornendo supporto ai capi locali e attuando la moralità pubblica. Agivano come amministratori civili generali, attuando le politiche ufficiali e facilitando in tal modo l'unificazione e la modernizzazione del paese. Specialmente nelle aree rurali, la polizia aveva grande autorità e godeva dello stesso mescolanza di paura e rispetto del capo del villaggio. Il loro crescente coinvolgimento negli affari politici fu uno dei fondamenti dello stato autoritario in Giappone nella prima metà del ventesimo secolo.
Il sistema di polizia centralizzato acquisì costantemente responsabilità, fino a controllare quasi tutti gli aspetti della vita quotidiana, inclusa la prevenzione degli incendi e la mediazione delle dispute dì lavoro. Il sistema regolava la sanità pubblica, gli affari, le fabbriche e l'edilizia, e rilasciava permessi e licenze. La legge di preservazione della pace del 1925 diede alla polizia l'autorità di arrestare la gente per i "pensieri sbagliati". Fu creata la polizia superiore speciale per regolare il contenuto dei film, le riunioni politiche e le campagne elettorali. La polizia militare che operava sotto l'esercito e la marina e sotto i Ministeri della giustizia e degli interni aiutava la polizia civile a limitare l'attività politica proscritta. Dopo l'incidente di Mukden del 1931, la polizia militare assunse maggiore autorità, creando frizioni con le loro controparti civili. Dopo il 1937 la polizia dirigeva le attività economiche per lo sforzo bellico, mobilitava la manodopera e controllava i trasporti.
Dopo la resa del Giappone nel 1945, le autorità di occupazione conservarono la struttura prebellica della polizia finché fu implementato un nuovo sistema e la Dieta approvò la Legge di polizia del 1947. Contrariamente alle proposte giapponesi per una forza potente, centralizzata che potesse occuparsi dei tumulti postbellici, il sistema di polizia fu centralizzato. Circa 1.600 forze municipali indipendenti furono istituite nelle città grandi e piccole e nei villaggi con 5.000 abitanti o più, e una Polizia rurale nazionale fu organizzata per prefettura. Il controllo civile doveva essere assicurato ponendo la giurisdizione delle commissioni per la pubblica sicurezza controllate dalla Commissione nazionale per la pubblica sicurezza nell'Ufficio del Primo ministro. Il Ministero degli Interni fu abolito e sostituito dal meno potente Ministero degli Affari Interni, e la polizia fu spogliata dalla sua responsabilità della protezione antincendio, della sanità pubblica e di altri doveri amministrativi.
Quando la maggior parte delle forze di occupazione furono trasferite in Corea nel 1950-51, fu formata la Riserva nazionale di polizia con 75.000 uomini per dare rinforzo alla polizia regolare durante i disordini civili e aumentò la pressione per un sistema centralizzato più compatibile con le preferenze politiche giapponesi. La Legge di polizia del 1947 fu emendata per consentire alla polizia municipale delle comunità più piccole di fondersi con la Polizia rurale nazionale. La maggior parte scelsero questa intesa, ed entro il 1954 soltanto circa 400 città grandi e piccole e villaggi avevano ancora le proprie forze di polizia. In base alla Legge di polizia emendata del 1954, una ristrutturazione finale creò un sistema ancora più centralizzato nel quale le forze locali erano organizzate per prefetture sotto un'Agenzia nazionale di Polizia.
La legge di polizia, riveduta del 1954 e ancora in vigore negli anni 1990, preserva alcuni punti forti del sistema postbellico, particolarmente le misure che assicurano il controllo civile e la neutralità politica, pur permettendo l'accresciuta centralizzazione. Anche il sistema della Commissione nazionale per la pubblica sicurezza è stato conservato. È stato chiarito che la responsabilità dello Stato per il mantenimento dell'ordine pubblico include il coordinamento degli sforzi nazionali e locali; la centralizzazione delle informazioni, delle comunicazioni e delle strutture per la tenuta degli archivi; e standard nazionali per la formazione, le uniformi, lo stipendio, il grado e la promozione. Le forze rurali e municipali furono abolite e integrate nelle forze prefetturali, che gestivano le materie fondamentali di polizia. Ufficiali e ispettori in vari ministeri e agenzie continuarono a esercitare funzioni speciali di polizia assegnate loro nella Legge di polizia del 1947.

## Organizzazione e funzioni
La commissione è costituita da un presidente che ha il rango di Ministro di Stato e di cinque altri membri nominati dal Primo ministro, con il consenso di entrambe le camere della Dieta. La commissione opera indipendentemente dal gabinetto, ma si coordina con esso attraverso il Ministro che la presiede.
La funzione della commissione è di garantire la neutralità del sistema di polizia isolandone le forze dalle pressioni politiche e assicurando il mantenimento dei metodi democratici nell'amministrazione di polizia. La commissione amministra l'Agenzia nazionale di polizia e ha l'autorità di nominare o destituire gli ufficiali anziani di polizia.

## Membri attuali
- Manabu Sakai (Presidente; del Partito Liberal Democratico)
- Yūsuke Yokobatake (ex direttore generale dell'Ufficio legislativo del governo)
- Midori Miyasaki (politologo, professore all'Università di commercio di Chiba)
- Yukio Takebe (uomo d'affari, consulente di Mitsui & Co.)
- Hirotomo Nomura (giornalista, ex presidente di Nikkei Business Publications)
- Hitomi Akiyoshi (giurista, ex presidente dell'Alta Corte di Takamatsu)

## Ex presidenti
- Kenji Yamaoka
- Sadakazu Tanigaki
- Hiroshi Nakai
- Kansei Nakano
- Junzō Yamamoto
- Kōichi Tani
- Yoshifumi Matsumara